# Cornelis Pijper
Cornelis Pijper (Hoogwoud, 11 mei 1830 – aldaar, 10 mei 1907) was veeboer en burgemeester van Hoogwoud van 1881 tot 1905. Pijper was eigenaar van de boerderij Hoochhoutwoud aan de Gouwe in Hoogwoud.

## Biografie
Pijper werd op 11 mei 1830 geboren in Hoogwoud. Hij trouwde driemaal. Eerst met Grietje Appel (1830-1863), met wie hij negen kinderen kreeg. Vervolgens met Geertje Kreeft (1820-1890) en daarna met Elizabeth Appel (1842-1928), zuster van zijn eerste vrouw. Hij overleed daags voor zijn zevenenzevenstige verjaardag.
Pijper was boer en, vanaf omstreeks de jaren 1870, actief in de lokale politiek. Hij werd meerdere malen gekozen tot wethouder van Hoogwoud en in 1881 werd hij burgemeester van die gemeente. Deze functie vervulde hij tot 1905. Daarnaast was hij lid van het College van zetters van Hoogwoud en was hij namens het ambacht Vier Noorder Koggen lid van het college van hoofdingelanden van West-Friesland.

## Meshanger
Als veehouder en kaasboer zou Pijper de ontwikkelaar geweest zijn van de "Noord-Hollandse meshanger". De receptuur van deze als delicatesse bestempelde kaas ging rond de oorlogsjaren verloren nadat zijn nazaten waren uitgestorven, maar werd in 1980 achterhaald door dr. A. Noomen.